# AerCaribe
AerCaribe S.A., che opera come AerCaribe, è un vettore con sede in Colombia che opera voli executive, charter e cargo nazionali e verso gli Stati Uniti, nonché servizi di trasporto carburante specializzato e trasporto militare. Il vettore ha sede presso l'aeroporto Internazionale El Dorado di Bogotà con un hub secondario presso l'aeroporto Internazionale Jorge Chávez di Lima, dove opera come AerCaribe Perù e gestisce una flotta di aerei turboelica.

## Storia
AerCaribe ha iniziato le operazioni nel 2006 con una flotta di Antonov a turboelica, con servizi domestici in Colombia. AerCaribe gestisce il proprio hangar di 3.000 metri quadrati a El Dorado, con sale di partenza e VIP, sale conferenze e ristorante. Il vettore è certificato da Antonov per offrire servizi di manutenzione e restauro ai velivoli della compagnia ucraina in Colombia e America Latina, nonché per fungere da rappresentante di Antonov nella vendita e acquisto di velivoli.
Nel 2015, AerCaribe ha ricevuto il suo primo di tre Boeing 737-400(SF) convertiti (da passeggeri a cargo) da PEMCO World Air Services, a Tampa, negli Stati Uniti. L'aereo offre 11 posizioni per pallet e un sistema di carico con portellone laterale più grande, progettati per offrire una buona affidabilità e un carico utile massimo di 22 tonnellate.
Nel 2011, AerCaribe ha lanciato la sua prima sussidiaria, AerCaribe S.A.C. Perù, operante come AerCaribe Perù. È un vettore con sede in Perù che opera servizi cargo di linea e charter dalla sua base nell'aeroporto Internazionale Jorge Chávez in Perù.
Nel 2019, è stato annunciato che AerCaribe stava esaminando l'inizio delle operazioni dalla sua base in Colombia e dalla sua sottobase in Perù sotto la sua controllata AerCaribe Perù, verso gli Stati Uniti.
Il 14 ottobre 2020, uno degli An-32 si è schiantato durante l'atterraggio a Iquitos. L'aereo è andato distrutto, ma l'equipaggio è sopravvissuto.

## Flotta
A dicembre 2022 la flotta di AerCaribe è così composta:

## Incidenti
- Il 28 gennaio 2017, un Boeing 737-400 uscì la pista durante l'atterraggio a Leticia, provocando il collasso del carrello di atterraggio principale. L'aereo è stato danneggiato irreparabilmente.[12]
- Il 14 ottobre 2020, un An-32 uscì di pista durante l'atterraggio a Iquitos, provocando la rottura delle ali e del carrello di atterraggio; dopo l'incidente, l'aereo venne consumato dalle fiamme. Tutti i membri dell'equipaggio sopravvissero.[7]